# Ilya Pervukhin
Ilya Pervukhin (em russo:  Илья Алексеевич Первухин, Tver, Tver, 6 de julho de 1991) é um canoísta russo especialista em provas de velocidade.

## Carreira
Foi vencedor da medalha de bronze em C-2 1000 m em Londres 2012, junto com o seu colega de equipa Aleksey Korovashkov.